# Ocotea villosa
Ocotea villosa är en lagerväxtart som beskrevs av André Joseph Guillaume Henri Kostermans. Ocotea villosa ingår i släktet Ocotea och familjen lagerväxter. Inga underarter finns listade i Catalogue of Life.